# Cristo Rey Church
La Cristo Rey Church est une église catholique américaine à Santa Fe, dans le comté de Santa Fe, au Nouveau-Mexique. Dessinée par John Gaw Meem dans le style Pueblo Revival, elle a été construite en 1939-1940. Elle abrite les Reredos of Our Lady of Light, un retable inscrit au Registre national des lieux historiques depuis le 4 septembre 1970.